# 이제락
이제락(1961년 ~)은 대한민국의 배우, 영화 감독이다.

## 영화
- 아침이 오면 그대 이름으로 (1993) - 조연
- 자정 이후 (1994) - 창구 역, 주제가
- 매춘 6 (1995) - 주연
- 개같은 날의 오후 (1995) - 성구/정희 남편 역
- 마리아와 여인숙 (1997) - 우정출연
- 애니깽 (1997) - 단역
- 실제상황 (2000) - 조연
- 아프리카 (2002) - 날치 역
- 어떤 그리움 (2006) - 감독
- 울언니 (2014) - 감독, 각색, 기획

## 방송
- 야인시대 (2002) - 최창수 역

## 저서
- 올드맨쏭 (2013)
- 남편을 보내는 100가지 방법 (2015)